# (31193) 1997 YP16
1997 واي بي 16 (ويعرف أيضًا باسم (31193) 1997 واي بي 16 وفق تسمية الكوكب الصغير) (بالإنجليزية: 1997 YP16)‏ هو كويكب ضمن حزام الكويكبات؛ وترتيبه 31193 من حيث الاكتشاف.
اكتُشف هذا الجُرم الفلكي بواسطة تاكيشي أوراتا ‏ في 31 ديسمبر 1997.

## وصلات خارجية
- (31193) 1997 YP16 في قاعدة بيانات مختبر الدفع النفاث لأجرام النظام الشمسي الصغيرة

- الاكتشاف · مخطط المدار ·  العناصر المدارية · المعلمات المادية

- (31193) 1997 YP16 على موقع ويكي سكاي: DSS2, SDSS, GALEX, IRAS, Hydrogen α, X-Ray, Astrophoto, Sky Map, Articles and images